# Liedekahle
Liedekahle ist ein bewohnter Gemeindeteil von Görsdorf, einem Ortsteil der Gemeinde Dahmetal im Landkreis Teltow-Fläming in Brandenburg. Der Ort gehört dem Amt Dahme/Mark an und war bis zum 1. August 1973 eine eigenständige Gemeinde.

## Lage
Liedekahle liegt im Niederen Fläming an der Dahme, etwa 14 Kilometer Luftlinie nordwestlich der Stadt Luckau. Umliegende Ortschaften sind Schäcksdorf im Nordosten, Drahnsdorf im Osten, Wildau-Wentdorf im Südosten, Liebsdorf im Westen sowie das wiederum zu Steinreich gehörende Schöneiche im Nordwesten.
Das Dorf liegt an der Landesstraße 71 zwischen Dahme und Drahnsdorf.

## Geschichte
Im Jahr 1356 wurde das Dorf Liedekahle mit dem Namen Lutekal erstmals urkundlich erwähnt. Der Ortsname stammt aus dem Niedersorbischen und bedeutet wörtlich übersetzt „wilder, grausamer Sumpf“, was vermutlich die Lage in einem schwer passierbaren Sumpfgebiet beschreibt. Liedekahle ist in seiner Dorfstruktur als Sackgassendorf angelegt, das Ortsbild wird heute durch mehrere große Vierseithöfe geprägt.
Historisch war das Dorf Liedekahle im Besitz der Herrschaft Golßen. Nach dem Wiener Kongress 1815 musste das Königreich Sachsen das Gebiet, zu dem unter anderem auch Liedekahle gehörte, an das Königreich Preußen abtreten. Dort lag die Gemeinde im Landkreis Luckau im Regierungsbezirk Frankfurt in der Provinz Brandenburg. 1818 lebten in Liedekahle 15 Bauern, vier Gärtner sowie zwei Wassermühlenbesitzer, auch eine Schule wurde erwähnt. Im Jahr 1840 hatte Liedekahle hatte 185 Einwohner.
Seit dem 25. Juli 1952 gehörte die Gemeinde Liedekahle zum Kreis Luckau im DDR-Bezirk Cottbus. Am 1. August 1973 wurde der Ort nach Görsdorf eingemeindet. Nach der Wende lag Liedekahle zunächst im Landkreis Luckau in Brandenburg und wurde zur Kreisreform im Dezember 1993 ein Teil des Landkreises Teltow-Fläming. Am 31. Dezember 2001 schlossen sich die Gemeinden Gersdorf, Prensdorf und Wildau-Wentdorf zu der neuen Gemeinde Dahmetal zusammen.

### Bevölkerungsentwicklung
| Jahr      | 1875 | 1910 | 1933 | 1946 | 1964 | 1890 | 1925 | 1939 | 1950 | 1971 |
| --------- | ---- | ---- | ---- | ---- | ---- | ---- | ---- | ---- | ---- | ---- |
| Einwohner | 175  | 187  | 171  | 194  | 108  | 175  | 157  | 157  | 184  | 106  |

- Quelle:[4]

## Sehenswürdigkeiten
Die Dorfkirche Liedekahle wurde in der Mitte des 14. Jahrhunderts als rechteckiger Feldsteinsaalbau mit Satteldach errichtet. Der verbretterte Holzturm wurde 1689 hinzugefügt. Um oder nach 1700 erhielt die Kirche eine einheitliche Kirchenausstattung, die vom Brandenburgischen Landesamt für Denkmalpflege und Archäologischen Landesmuseum (BLDAM) als „sehr stimmungsvoll“ beschrieben wird. Die Kirche gehört zum Pfarrsprengel Rosenthal und Wildau-Wentdorf im evangelischen Kirchenkreis Zossen-Fläming.